# Zaitunia martynovae
Espèce
Synonymes
- Filistata martynovae Andreeva & Tyschchenko, 1969

Zaitunia martynovae est une espèce d'araignées aranéomorphes de la famille des Filistatidae.

## Distribution
Cette espèce se rencontre au Tadjikistan et au Turkménistan,.

## Description
Le mâle décrit par Zonstein et Marusik en 2016 mesure 3,47 mm et la femelle 4,35 mm. La femelle décrite par Zonstein et Marusik en 2016 mesure 3,66 mm.

## Étymologie
Son nom spécifique, martynovae, lui a été donné en l'honneur d'Elena Fedorovna Martynova (d) (1925–2003), entomologiste russe spécialiste des collemboles.

## Publication originale
- Andreeva & Tyschchenko, 1969 : « On the fauna of spiders (Araneae) from Tadjikistan. Haplogynae, Cribellatae, Ecribellatae Trionychae (Pholcidae, Palpimanidae, Hersiliidae, Oxyopidae) ». Entomologicheckoe obozrenie, vol. 48, p. 373-384.